# Santa Brígida (Las Palmas)
Santa Brígida er en by og kommune i det sydvestlige Spanien på øen Gran Canaria i provinsen Las Palmas, De Kanariske Øer. Den har et indbyggertal på 18.551 (2024) indbyggere.